# MARPAT
El MARPAT (abreviación de Marine pattern, diseño de Marine en inglés) es un dibujo de camuflaje digital utilizado por el Cuerpo de Marines de los Estados Unidos (USMC por sus siglas en inglés) diseñado por Timothy O'Neill e introducido con el Marine Corps Combat Utility Uniform (MCCUU), que reemplazó al Camouflage Utility Uniform. Este camuflaje está basado en el CADPAT canadiense, formado por pixeles rectangulares pequeños en color. En teoría, es mucho más eficaz que los patrones uniformes estándar porque imita las texturas moteadas y los límites ásperos encontrados en ajustes naturales. También es llamado "patrón digital" o "digi-cammies" debido a su micropatrón (píxeles) en lugar de los viejos macropatrones (manchas grandes).
El gobierno de los Estados Unidos lo patentó, incluyendo los detalles de su fabricación. Por reglamentación, el patrón y los artículos que lo incorporan, como la mochila MCCUU y el Improved Load Bearing Equipment, deben ser suministrados únicamente por fabricantes autorizados y no son para la venta comercial general, aunque existen imitaciones como el Digital Woodland Camo o el Digital Desert Camo.
Las pruebas de campo de MARPAT y el MCCUU comenzaron en 2001. Fue patentado el 19 de junio de 2001, mientras que el MCCUU fue el 7 de noviembre de 2001. El uniforme hizo su debut oficial en Marine Corps Base Camp Lejeune, Carolina del Norte el 17 de enero de 2002, y el cambio se completó el 1 de octubre de 2004, un año antes de la fecha original del requisito fijada en 2001, del 1 de octubre de 2005. El uniforme de MARPAT fue lanzado oficialmente como la edición estándar a los reclutas de 3ª BN Mike Company en 2002 en MCRD San Diego y sigue siendo la edición estándar hasta la fecha.